# Stațiuni balneoclimaterice din România
În sens larg, prin stațiune balneoclimaterică se înțelege o localitate, parte dintr-o localitate sau/și arealul care dispune aceasta, amenajate și dotate în scopul valorificării unor factorii naturali de cură și resurse climaterice, asociate unor resurse turistice naturale sau antropice.

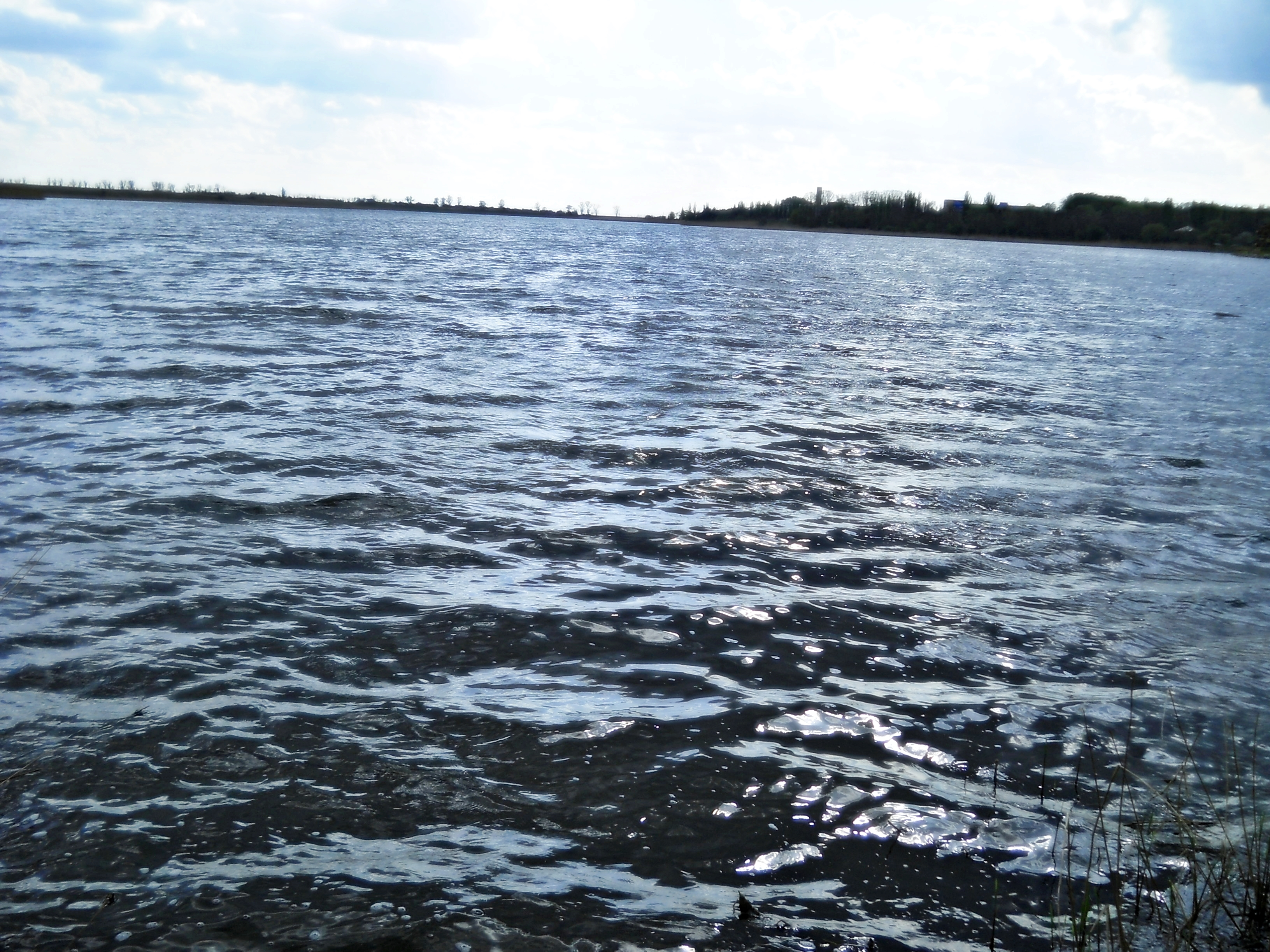
Lacul Amara

România are un potențial turistic, și spre deosebire de pagina dedicată stațiunilor balneare, această pagină va cuprinde numai importante stațiuni balneoclimaterice din România, pentru a prezenta mai bine locurile și potențialul turistic al țării, prin stațiuni în care poate fi petrecut timpul.

## Cele mai semnificative stațiuni din România
- Lacul Amara, județul Ialomița este localizat în orașul cu același nume. Factorii naturali sunt: apa sulfatată, cioruruosodică și nămol sapropelic. Băile sunt calde, există multe aplicații în care nămolul este de cele mai multe ori folosit și are multe indicații terapeutice, de pildă: ginecologia.[1]
- Băile Olănești, județul Vâlcea, este localizat în orașul cu același nume. Este cunoscută pentru izvoare minerale cu apă termală. Te poți trata aici asupra afecțiunilor ale tubului digestiv și a glandelor anexe precum și de bolile de nutriție.[1]
- Borsec, județul Harghita. Cunoscut pentru izvoare cu ape minerale, localizat în orașul cu același nume, nămol. Te poți trata de afecțiuni ale aparatului cardiovascular și ale glandelor endocrine.
- Sovata, județul Mureș. Este una dintre cele mai cunoscute stațiuni balneare din România. Oamenii vin aici pentru a trata diverse afecțiuni, precum reumatism degenerativ, inflamator și abarticular, dechele posttraumatice, afecțiuni neurologice periferice (pareze), afecțiuni endocrine (hipertiroidie), afecțiuni cardiovasculare (ulcer varicos), dar și altele.[2]
- Sângeorz-Băi, județul Bistrița-Năsăud. Aici se tratează boli digestive, dischinezie, colecistită cronică, hepatită cronică, boli de nutriție și metabolice (diabet, obezitate), dar și afecțiuni asociate precum rinite, sinuzite, alergii. În localitate poți găsi ape minerale spumante cu conținut de bicarbonat, clor, sodiu, magneziu, brom, iod, nămoluri minerale de izvor, mofetă, climă tonică. Se află în zona de sud-est a țării, la poalele sudice ale Munților Rodnei.
- Băile Felix, județul Bihor. O altă stațiune balneară celebră din România în care oamenii vin pentru a trata afecțiuni de tot felul, de la reumatice inflamatorii, afecțiuni reumatice degenerative, până la afecțiuni posttraumatice, ale sistemului nervos periferic și central sau afecțiuni asociate (boli de nutriție, metabolice, endocrine). Se găsesc aici ape minerale termale cu conținut de: bicarbonat, sulf, calciu, sodiu, siliciu; climat continental moderat. Se află în partea de nord-vest a României, în Câmpia Crișurilor, la 9 km de Oradea și 659 km de București
- Băile Tușnad, județul Harghita. La băile Tușnad vin cei care au probleme la stomac, gastrite cronice, enterocolite, reumatism articular acut sau insuficiență cardiacă, afecțiune tiroidiană. Stațiunea balneară este recunoscută pentru că ar trata astfel de afecțiuni. Altfel, oamenii aleg să vină aici și pentru peisaje și relaxare. Printre resurse se numără ape minerale carbo-gazoase, clorosodice, bicarbonatate. Verile sunt răcoroase, motiv pentru care este o destinație de vacanță ideală pentru verile fierbinți. Se află pe un defileu al râului Olt, în partea sudică a Depresiunii Ciuc, între Munții Harghita și Bodoc, la 30 km de Miercurea Ciuc.